# Telmatactis sipunculoides
Telmatactis sipunculoides is een zeeanemonensoort uit de familie Isophelliidae.
Telmatactis sipunculoides is voor het eerst wetenschappelijk beschreven door Haddon & Shackleton in 1893.